# Seeache (Isar)
Seeache eller Ache är ett cirka 17 km långt vattendrag som rinner från Achensee i Tyrolen i Österrike. Den rinner in i Bayern i Tyskland cirka två kilometer innan den mynnar i reservoaren Sylvensteinspeicher som är en del av floden Isar. På den tyska sidan kallas vattendraget Walchen.